# Đảo Kusu
Đảo Kusu là một trong những đảo ở quần đảo Nam của Singapore, nằm hòn đảo chính của Singapore khoảng 5,6 km về phía nam, ngoài khơi eo biển Singapore.
Theo tiếng Hoa nơi đây còn được gọi là Đảo Peak hay Đảo Rùa vì nơi đây có ngôi đền Trung Hoa nổi tiếng tên là Đại Bá Công (大伯公) được xây dựng vào năm 1923. Ngoài ra trên đỉnh đảo còn có ba cái miếu hướng đến Mã Lai, nơi mà mọi người sẽ leo lên 152 bậc thang để cầu nguyện. Đảo Kusu là nơi có vùng đất thánh linh thiêng và là điểm đến của cuộc hành hương Kusu. Từ tháng 9 đến tháng 11 hàng năm, hàng ngàn người lại cùng nhau tới đảo để cầu nguyện.

## Tham khảo

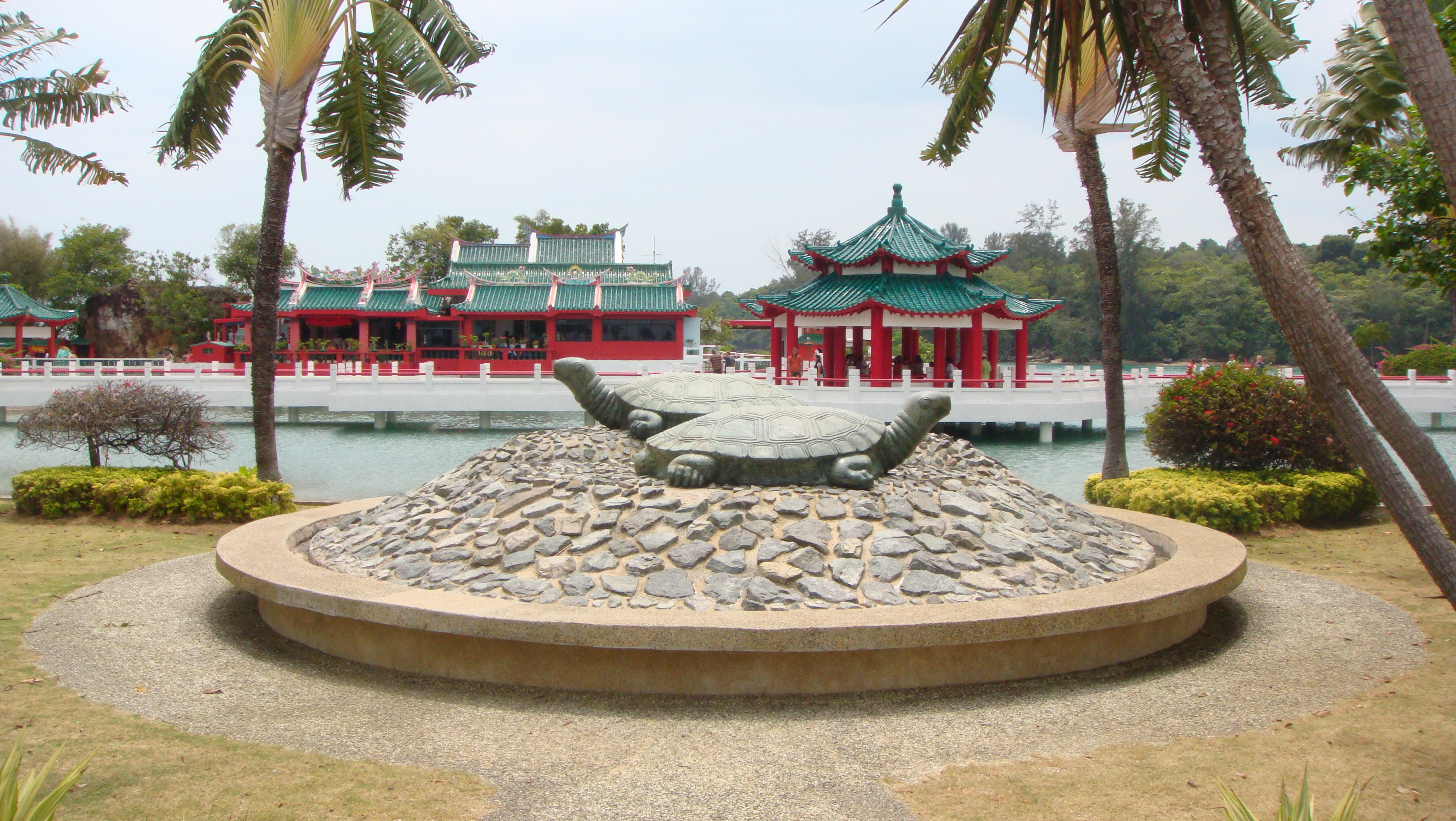
Rùa đá cẩm thạch trên đảo Kusu.

## Liên kết
- Satellite image of Peak Island - Google Maps
- Info for visitors on wildsingapore
- Kusu Island Coral Reef Survey Data Lưu trữ ngày 25 tháng 4 năm 2008 tại Wayback Machine on Coral Reefs of Singapore